# Grand Pingouin
Pinguinus impennis
Vous lisez un « article de qualité » labellisé en 2011.
Pour les articles homonymes, voir Pingouin (homonymie).
Espèce
Synonymes
Liste par ordre chronologique
- Alca impennis Linnaeus, 1758
- Plautus impennis Brünnich, 1772
- Pingouin impennis Buffon, 1817
- Alca borealis Forster, 1817
- Chenalopex impennis Vieillot, 1818
- Alca major Boie, 1822
- Mataeoptera impennis Gloger, 1842

Statut de conservation UICN

 EX  : Éteint
Le Grand Pingouin (Pinguinus impennis, autrefois Alca impennis) est une espèce disparue de grands oiseaux incapables de voler de la famille des Alcidés.
Endémique du pourtour de l'océan Atlantique, l'espèce disparaît à l'Holocène, au milieu du XIXe siècle, à cause de la chasse commerciale. Elle était l'unique espèce moderne du genre Pinguinus, qui comprenait également d'autres espèces de pingouins de grande taille. On pouvait rencontrer ce pingouin dans les eaux de l'Atlantique nord, dans une zone comprenant les eaux du Canada, du Groenland, des îles Féroé, de la Norvège, de l'Irlande et de la Grande-Bretagne, et s'étendant au sud jusqu'en Nouvelle-Angleterre et au nord de l'Espagne. Durant la saison de reproduction, les individus se regroupaient en colonies sur des îles rocailleuses à proximité des côtes.
Le Grand Pingouin mesurait 75 à 85 cm de haut et pesait environ 5 kg, ce qui en faisait le plus imposant membre de la famille des Alcidés. Son dos était noir et son ventre blanc. Son bec noir, massif et crochu, était marqué de striures. Une tache blanche pouvait apparaître au-dessus de chacun des yeux de l'animal durant la saison de reproduction ; il perdait par la suite ces taches, et présentait à la place une bande blanche entre les yeux. Ses ailes mesuraient 15 cm de long et ne lui permettaient pas de voler. Par contre, il était très bon nageur et se nourrissait principalement de poissons et de crustacés. Très agile dans l'eau, il se révélait relativement maladroit sur la terre ferme. Ses principaux prédateurs comprenaient notamment les orques, les pygargues à queue blanche, les ours polaires et les humains. Les Grands Pingouins nichaient en colonies très denses. La femelle pondait sur les rochers un œuf blanc avec des reflets marron, et les deux parents le couvaient l'un après l'autre durant six semaines, jusqu'à l'éclosion. Les jeunes quittaient le nid après deux ou trois semaines et les parents continuaient à s'en occuper pendant quelque temps.
Les hommes ont chassé le Grand Pingouin pendant plus de 100 000 ans. Cette chasse occupait une place importante dans la culture des Amérindiens qui vivaient à proximité de cet oiseau, celui-ci représentant pour eux une source de nourriture, mais également un objet de culte. À partir du XVIe siècle, les Européens, le considérant comme une proie facile à capturer, l'utilisèrent aussi comme appât pour la pêche et pour fournir des plumes à l'industrie, si bien que la population de Grands Pingouins se mit à décroître rapidement des deux côtés de l'Atlantique. Quand les scientifiques réalisèrent à quel point la population était menacée, différentes lois furent promulguées pour tenter de sauver cet animal, mais elles se révélèrent insuffisantes. Sa rareté croissante attira la convoitise des musées et des collectionneurs privés qui recherchaient œufs et peaux de pingouin. C'est ainsi que le dernier Grand Pingouin connu est tué à Eldey, en Islande, en 1844. Le Grand Pingouin est mentionné dans un grand nombre de romans et le journal scientifique de l’American Ornithological Society fut longtemps appelé The Auk en son honneur.

## Description

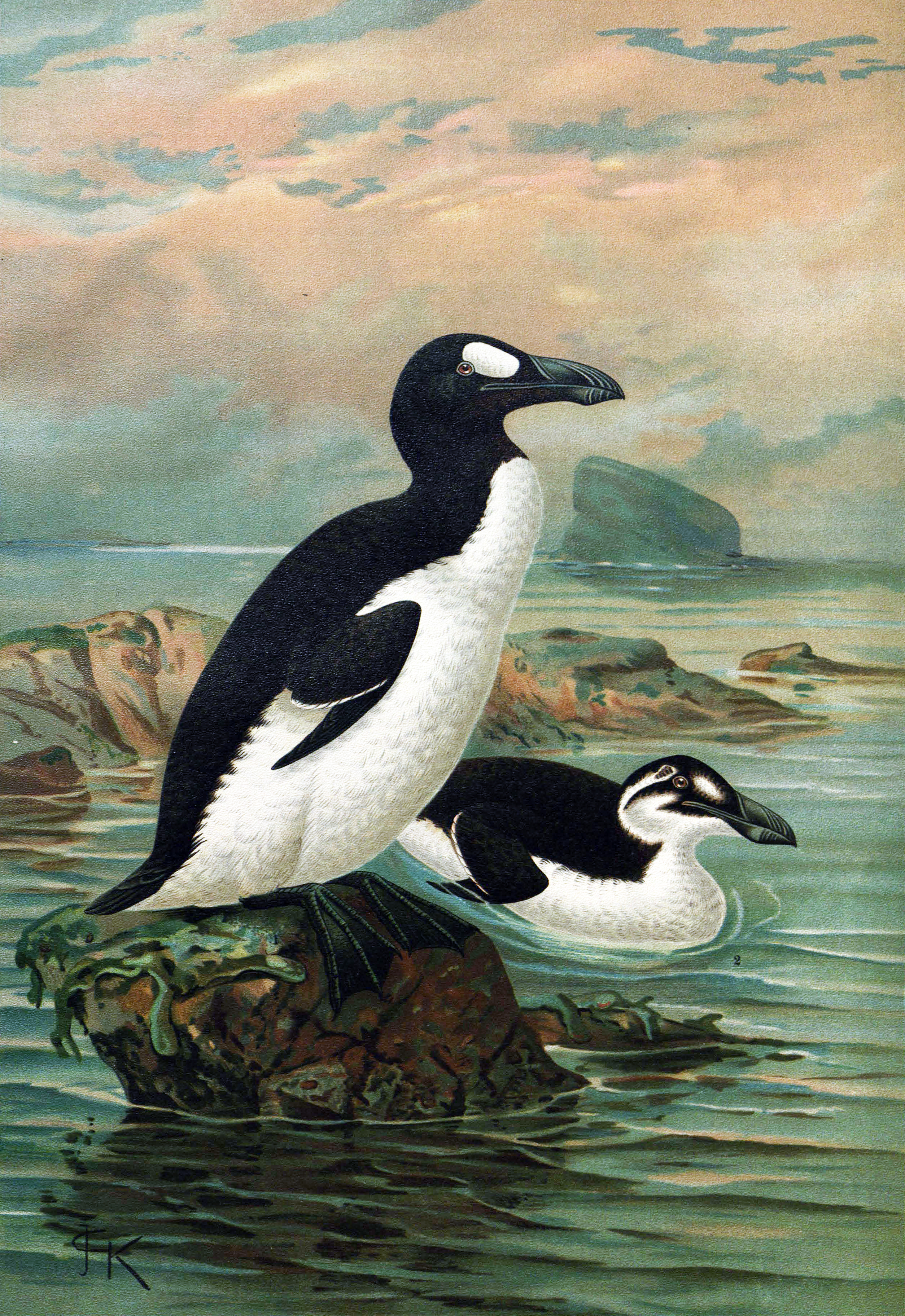
Plumage en période de reproduction (debout) et en dehors des périodes de reproduction (dans l'eau), par John Gerrard Keulemans.

Avec ses 75 à 85 cm de haut et ses 5 kg, le Grand Pingouin était le plus imposant représentant de sa famille et même de son ordre, les Charadriiformes. Les pingouins qui vivaient au nord de leur aire de répartition étaient plus grands que ceux vivant plus au sud. Les mâles et femelles avaient un plumage identique, mais présentaient des différences morphologiques, notamment quant à la taille du bec et la longueur du fémur,,. Le dos était d'un noir brillant, contrastant avec le blanc de son ventre. Sa nuque et ses pattes étaient assez courtes, et il avait une petite tête et des ailes réduites. Le pingouin apparaissait un peu joufflu du fait de l'épaisse couche de graisse qui le recouvrait pour l'isoler du froid. Durant la période de reproduction, le Grand Pingouin était marqué d'une large tache blanche au-dessus de l'œil. Celui-ci avait un iris de couleur noisette ou marron,. Après la saison de reproduction, l'oiseau muait et perdait ses taches blanches, qui étaient remplacées par une large bande blanche, et une ligne de plumes grises s'étendant de l'œil à l'oreille. Durant l'été, le menton et la gorge étaient marron très sombre, tandis que l'intérieur de la bouche était jaune. Durant l'hiver, cet Alcidae muait et sa gorge devenait blanche. Le bec était large, mesurait 11 cm de long, s'incurvait vers le bas à son extrémité et avait également des rainures blanches sur la ramphothèque : jusqu'à sept sur la mâchoire supérieure et douze sur la mâchoire inférieure pendant l'été. Leur nombre était plus restreint l'hiver,. Les ailes mesuraient seulement 15 cm de long et leurs plus longues plumes mesuraient 10 cm. Ses pattes et ses petites griffes étaient noires, tandis que la peau entre les pattes était marron noirâtre. Les pattes étaient placées à l'extrémité du corps de l'oiseau, ce qui lui donnait de très bonnes aptitudes à la nage.
Les oisillons juste éclos étaient gris et duveteux. Les jeunes possédaient des rainures moins proéminentes que les adultes sur le bec, avaient un cou tacheté blanc et noir et ne présentaient pas de tache blanche au-dessus des yeux, mais une ligne grise entre les yeux (cerclés d'un anneau blanc) et s'étendant jusque sous les oreilles.
Les cris du Grand Pingouin comprenaient un petit croassement et un cri rauque. Un pingouin en captivité a été observé émettant des sortes de gargouillis lorsqu'il était stressé. On ne connaît certainement pas l'ensemble des cris de cet animal, mais on peut penser que son appel ressemblait à celui du Petit Pingouin (Alca torda), peut-être un peu plus profond et plus fort.

## Distribution et habitat

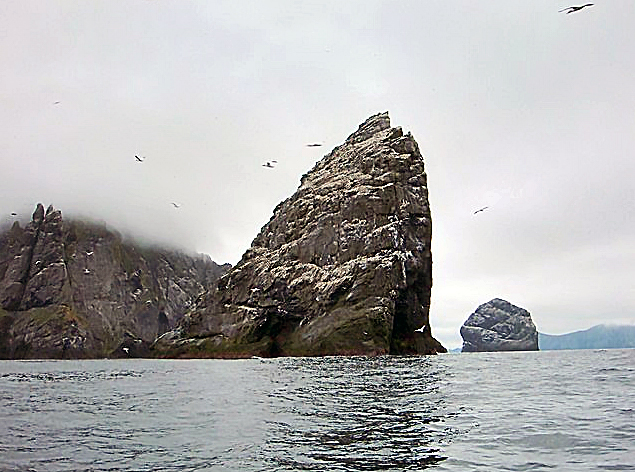
Stac an Armin, à Saint-Kilda en Écosse où le Grand Pingouin avait l'habitude de se reproduire.

Le Grand Pingouin vivait dans les eaux côtières de l'Atlantique nord au large du Canada, du nord-est des États-Unis, de la Norvège, du Groenland, de l'Islande, de l'Irlande, de la Grande-Bretagne, de la France et du nord de l'Espagne. Il quittait les eaux de l'Atlantique pour s'installer sur la terre ferme seulement pour se reproduire,. Les colonies de Grands Pingouins se situaient de la mer de Baffin au golfe du Saint-Laurent, et du côté européen en Islande, en Norvège ou dans les îles britanniques. Les colonies nécessitaient pour s'installer de trouver des îles rocailleuses avec des rives inclinées, pour permettre aux animaux d'atteindre facilement la mer. Ce facteur limitant réduisait le nombre de colonies à une vingtaine seulement. De plus, les sites de nidification devaient se trouver à proximité d'importantes sources de nourriture et suffisamment loin du continent pour limiter la présence de prédateurs comme l'ours polaire ou l'homme. Seulement sept colonies ont pu clairement être identifiées : à Papa Westray aux Orcades, à Saint-Kilda au large de l'Écosse, aux îles Féroé entre l'Islande et l'Irlande, sur les îles de Grímsey et Eldey au large de l'Islande, sur l'île Funk près de Terre-Neuve-et-Labrador et sur les rochers aux Oiseaux dans le golfe du Saint-Laurent. Des études suggèrent que cette espèce a pu également se reproduire à Cap Cod, dans le Massachusetts. À la fin du XVIIIe siècle et au début du XIXe siècle, la répartition du Grand Pingouin se limitait à Funk, Grímsey, Eldey, Saint-Kilda et au golfe du Saint-Laurent. Funk abritait la plus importante colonie.

Répartition du Grand Pingouin au XVIIIe siècle.

Une fois que les jeunes quittaient le nid et devenaient autonomes, les Grands Pingouins se dispersaient, puis tendaient à aller vers le sud à la fin de l'automne et au début de l'hiver. Il était fréquent de les rencontrer aux alentours de l'actuelle Grand Bank. On a retrouvé des os appartenant à l'animal jusqu'en Floride, où il a pu être présent durant quatre périodes : vers le Xe siècle av. J.-C., vers le Xe siècle, au XVe et au XVIIe siècle,. Il a également fréquenté les côtes françaises, espagnoles et même italienne dans la mer Méditerranée, au moment de la dernière glaciation. Le Grand Pingouin ne s'aventurait généralement pas au-delà de la baie du Massachusetts au sud en hiver. D'ailleurs, les os qui ont été retrouvés en Floride ont peut-être fait l'objet d'un commerce entre indigènes.

## Écologie et comportement
Les Grands Pingouins marchaient lentement, s'aidant parfois de leurs ailes pour avancer dans des terrains rocheux. Quand ils couraient, ils étaient maladroits et faisaient de petits pas en ligne droite. Ils avaient peu de prédateurs naturels, principalement de gros mammifères marins comme les orques, ou bien les pygargues à queue blanche. Les ours polaires s'attaquaient parfois aux colonies de pingouins au moment de la ponte. L'espèce n'avait pas une peur innée de l'homme, et comme le Grand pingouin ne pouvait pas voler et qu'il était plutôt maladroit sur terre, il était particulièrement vulnérable. Ils furent massacrés pour leur chair et leurs plumes, puis plus tard pour fournir des spécimens aux musées et collections privées. Les Grands Pingouins étaient surtout réactifs au bruit, mais étaient rarement effrayés par la vue de quelque chose. Les pingouins utilisaient leur bec crochu pour se défendre lorsqu'ils étaient menacés. On pense que ces oiseaux pouvaient vivre jusqu'à  20 ou 25 ans. Durant l'hiver, le Grand Pingouin migrait plus au sud en couples ou en petits groupes, mais jamais en colonies telles que celles qui se regroupaient pour nicher.
Le Grand Pingouin était généralement un excellent nageur, utilisant ses ailes pour se propulser sous l'eau. Lorsqu'il nageait, il relevait la tête tout en orientant son cou vers le bas. Cette espèce était beaucoup plus habile sous l'eau que sur terre, et pouvait réaliser diverses manœuvres en nageant. Le Grand Pingouin était capable de plonger à des profondeurs pouvant atteindre au moins 76 m, bien que les plongeons atteignaient plus communément 50 m de profondeur. Toutefois, afin de dépenser moins d'énergie, la plupart des plongées étaient moins profondes. Il pouvait également retenir sa respiration durant 15 minutes, soit plus longtemps qu'un phoque. Le Grand Pingouin était capable de nager rapidement pour prendre de la vitesse, puis surgir hors de l'eau pour accoster sur la rive.

### Alimentation

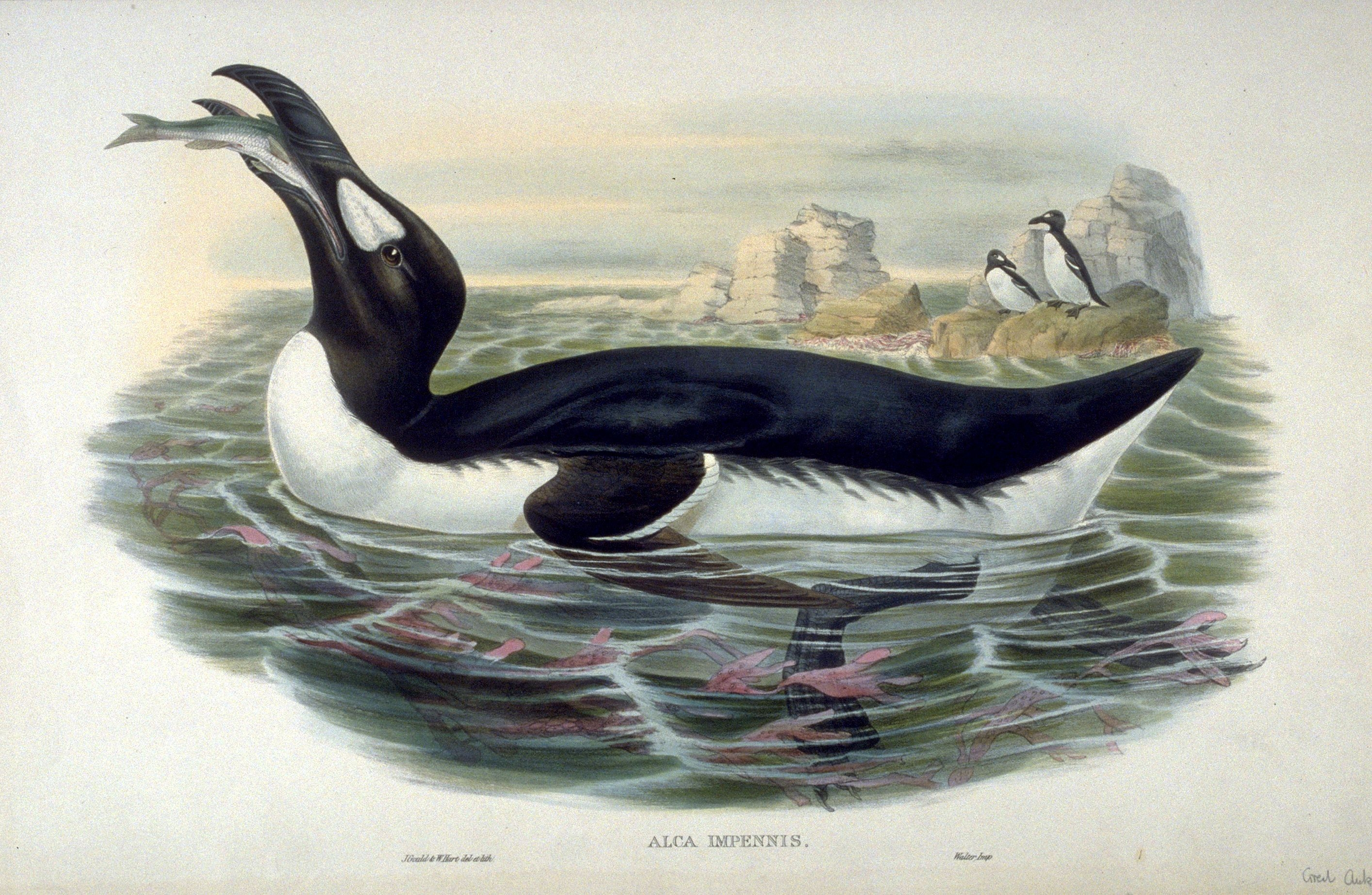
Grand Pingouin mangeant un poisson, par John Gould.

Cet oiseau se nourrissait principalement dans les eaux plus profondes que celles fréquentées par les autres Alcidae, bien qu'après la période de reproduction, on pouvait les apercevoir à 500 km des terres. On pense qu'il chassait en groupe, pour être plus efficace. Leurs proies étaient surtout des poissons de 12 à 20 cm de long, pesant entre 40 et 50 g, et ils pouvaient parfois capturer des poissons mesurant jusqu'à la moitié de leur propre taille.
Sa capacité à plonger à de grandes profondeurs réduisait la compétition avec les autres espèces d'Alcidae. D'après des études basées sur les restes associés aux os de Grand Pingouin sur l'île Funk et sur des appréciations morphologiques et écologiques, il semblerait que le menhaden de l'Atlantique et le capelan aient été ses proies favorites. Le lompe, le chaboisseau à épines courtes, la morue, certains crustacés et les Ammodytidae ont également pu entrer dans son alimentation,. Les jeunes se nourrissaient de plancton, et peut-être aussi de crustacés et de poissons régurgités par les adultes,.

### Reproduction

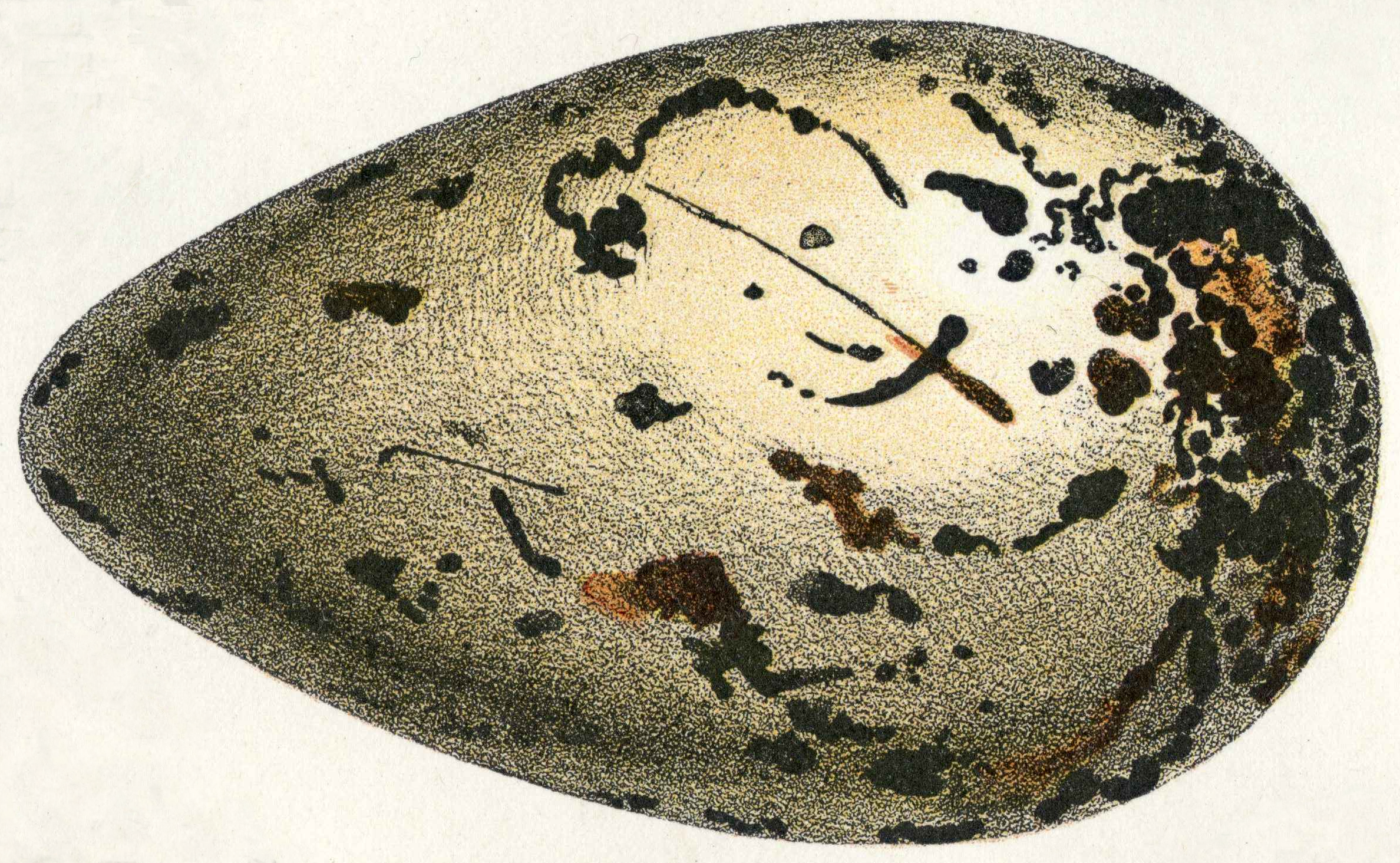
Œuf, représenté par Adolphe Millot.

Les Grands Pingouins commençaient à former des couples dans la première moitié du mois de mai. On pense que ces couples étaient formés pour la vie, bien que d'autres théories suggèrent que les Grands Pingouins auraient pu se reproduire en dehors des couples formés initialement, comme c'est le cas chez le Petit Pingouin,. Une fois le couple formé, ils nichaient à la base de rochers, au sein d'importantes colonies,. Avant la reproduction, les couples pratiquait une parade nuptiale, balançant la tête et montrant leur tache blanche et leur bouche jaune. Les colonies étaient particulièrement denses : on estime la concentration à 1 nid par m2 de terrain. Des relations sociales se mettaient en place au sein des colonies. Quand d'autres espèces d'Alcidae se mêlaient à de telles colonies, les Grands Pingouins prenaient l'ascendant du fait de leur taille.

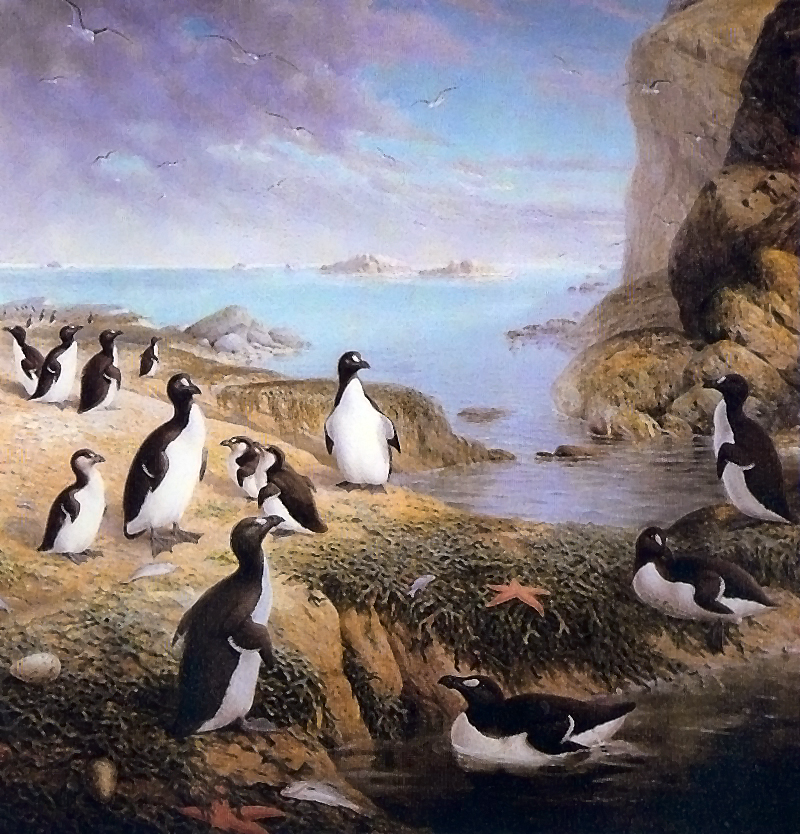
Site de nidification avec œufs et oisillons, par John Gerrard Keulemans.

Le Grand Pingouin pondait seulement un œuf par an entre fin mai et début juin, mais pouvait pondre un œuf supplémentaire si le premier était perdu,. Les années où la nourriture manquait, le Grand Pingouin ne se reproduisait pas. L'espèce pondait son unique œuf, dont le poids atteignait 400 grammes, sur le sol nu à environ 100 m de la rive,. L'œuf avait une forme de poire et mesurait en moyenne 12,4 cm de long pour 7,6 cm au point le plus large,. L'œuf était blanc jaunâtre à ocre clair avec différents motifs de points et de lignes noires, marron ou grises,. On pense que ces différences permettaient aux parents de reconnaître leurs œufs au sein de la colonie. Le mâle et la femelle couvaient chacun leur tour l'œuf en position verticale pendant les 39 à 44 jours d'incubation jusqu'à ce qu'il éclose, généralement en juin, bien que l'on puisse encore trouver des œufs dans la colonie au mois d'août,.
Les parents soignaient également les jeunes à tour de rôle. À la naissance, l'oisillon était couvert d'un duvet gris. Il lui fallait seulement deux ou trois semaines pour atteindre la maturité suffisante pour quitter le nid et aller dans l'eau, généralement vers le milieu du mois de juillet,. Les parents continuaient à s'occuper des petits une fois que ceux-ci avaient quitté le nid, et il a parfois été vu des adultes nageant avec leur petit sur le dos. Les Grands Pingouins atteignaient la maturité sexuelle à partir de l'âge de quatre à sept ans.

## Étymologie et appellations

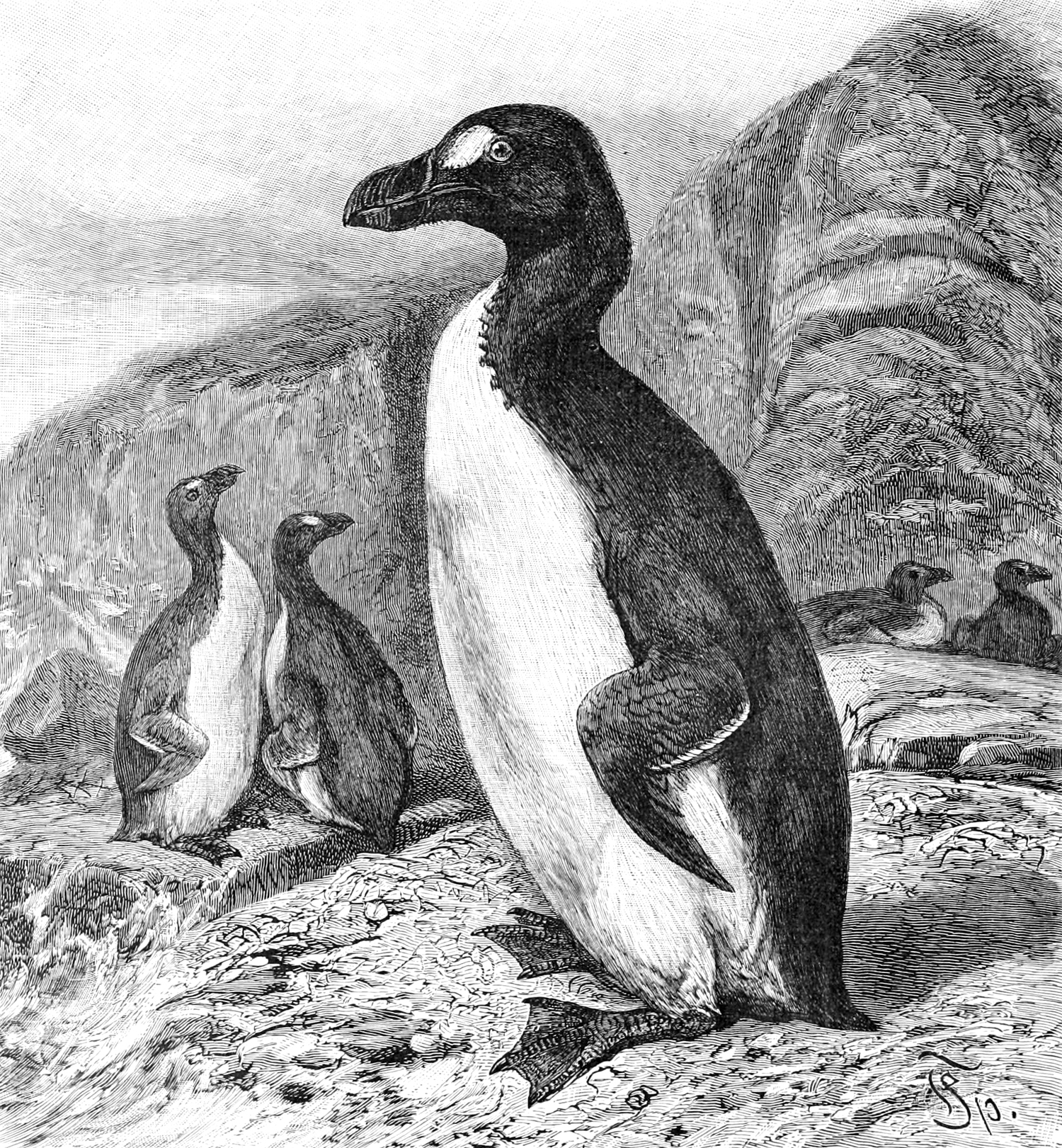
Gravure de Richard Lydekker.

Le mot basque pour désigner le Grand Pingouin, arponaz, anciennement utilisé en français sous la forme apponatz, signifie « bec de lance ». Dans les langues scandinaves, que ce soit en islandais ou en bokmål (geirfugl), ou en danois (Gejrfugl), le nom signifie « oiseau lance », dont l'anglicisation est garefowl, fowl désignant en anglais une volaille. Les marins espagnols et portugais appelaient cet oiseau pingüino. Le nom inuit du Grand Pingouin était isarukitsck, signifiant « petites ailes ».
L'étymologie du français pingouin n'est pas certaine : le mot pourrait dériver d'une première attestation en 1598 du néerlandais pinguyn, d'origine inconnue. Certains auteurs le font remonter au latin, d'autres au gallois.
L'adjectif « Grand » associé au terme pingouin est nécessaire pour différencier deux espèces relativement proches de la famille des Alcidés, à savoir cette espèce et celle du Petit Pingouin. Outre la différence de taille des adultes, le Petit Pingouin est, lui, capable de voler.
Une autre source d'erreur provient de la ressemblance phonétique entre le mot français « pingouin » et le terme désignant les manchots dans plusieurs langues, comme pinguïn en néerlandais, pingüino en espagnol, Pinguin en allemand, pinguino en italien, penguin en anglais, пингвин (pingvin) en russe, ou encore pingüim en portugais. Cette confusion paraît d'autant plus naturelle que les manchots comme les Grands Pingouins ne volent pas, mais elle est malheureuse. En effet, d'une part les manchots vivent tous dans l'hémisphère sud, et d'autre part, ils ne sont pas du tout apparentés aux pingouins.

## Systématique

### Synonymie
- Pingouin bradyptère[42]

### Taxinomie

Illustration par Jean-Jacques Audubon de deux Grands Pingouins.

Le Grand Pingouin était l'une des 4 400 espèces animales décrites par Carl von Linné au XVIIIe siècle dans son célèbre ouvrage Systema naturae, dans lequel l'espèce était répertoriée sous l'appellation Alca impennis. L'espèce fut repositionnée dans son genre à part, Pinguinus, en 1791. Le nom du genre provient du nom que donnent les Espagnols et les Portugais à l'espèce, tandis que impennis est une construction de terme latin qui fait référence à l'absence de plumes appropriées au vol, les pennes. Certains ornithologues demeurent convaincus qu'il est plus approprié de classer l'espèce dans le genre Alca.

### Phylogénie

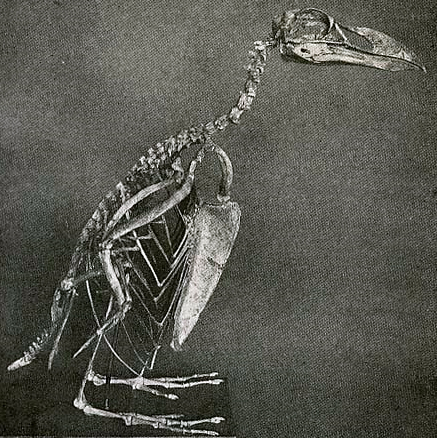
Squelette d'un Grand Pingouin.

Des analyses de séquences du génome mitochondrial ont confirmé les études morphologiques et bio-géographiques selon lesquelles le Petit Pingouin est considéré comme le plus proche cousin encore vivant de l'espèce. Le Grand Pingouin était également proche du Mergule nain, qui a évolué de manière très différente du genre Pinguinus. Du fait de sa forte ressemblance avec le Petit Pingouin (mis à part pour la taille et l'aptitude au vol), le Grand Pingouin est souvent placé dans le genre Alca, comme l'a fait Linné initialement. Le terme Alca est un mot latin dérivé du mot scandinave désignant le Petit Pingouin et les autres espèces qui lui sont apparentées.
L'étude de certains fossiles (notamment de Pinguinus alfrednewtoni) et certaines analyses moléculaires ont démontré que les deux genres cités dans le paragraphe précédent, bien que fortement apparentés, ont divergé rapidement après que leur ancêtre commun, un oiseau qui devait être similaire au Guillemot de Xantus, s'est développé le long des côtes de l'Atlantique. À cette époque, ce « guillemot » s'était vraisemblablement déjà détaché des autres Alcidae. Les oiseaux proches du Petit Pingouin actuel étaient courants dans l'Atlantique au Pliocène, mais l'évolution du Mergule nain est très mal documentée. Les données issues d'analyses moléculaires n'excluent aucune hypothèse, mais différents indices ont conduit à le placer dans un genre à part. Le Grand Pingouin n'était pas apparenté aux autres genres d'Alcidae éteints comme Mancalla, Praemancalla, ou Alcodes.
Pinguinus alfrednewtoni était plus grand et également incapable de voler. Cet autre membre du genre Pinguinus a vécu au début du Pliocène. Il a été étudié à partir d'os découverts dans la formation de Yorktown de la mine de Lee Creek en Caroline du Nord, et on pense qu'il s'est détaché d'un ancêtre commun en même temps que le Grand Pingouin. Pinguinus alfrednewtoni vivait dans la partie occidentale de l'Atlantique quand le Grand Pingouin occupait la partie orientale ; mais quand le premier a disparu à la fin du Pliocène, le second a pris sa place.

## Relations avec l'homme
Le Grand Pingouin a été la cible des chasseurs pendant plusieurs dizaines de milliers d'années. En effet, cet oiseau passe dix mois par an en pleine mer, mais se rassemble en grandes colonies au moment de la reproduction sur des îles proches des côtes. Du fait de la densité d'animaux, de sa grande taille et de son manque d'adresse sur la terre ferme, il constitue alors une proie facile. On sait que le Grand Pingouin a été chassé par les hommes de Néandertal il y a plus de 100 000 ans, comme en témoignent les os soigneusement nettoyés trouvés à l'emplacement de leurs camps. Des représentations de Grands Pingouins vieilles de 20 000 ans ont également été découvertes en France dans la grotte Cosquer, à proximité de la mer Méditerranée, remontant à l'époque de la dernière glaciation quand l'aire de répartition du Grand Pingouin englobait cette partie du globe.
Les Amérindiens ont vécu à proximité des Grands Pingouins et l'ont largement utilisé comme source de nourriture durant l'hiver. Il avait également une importante valeur symbolique pour eux, et on a pu retrouver des représentations de Grands Pingouins dans leurs colliers en os. Une personne inhumée vers le XXe siècle av. J.-C. à Port au Choix, dans un site archaïque maritime à Terre-Neuve, a été retrouvée vêtue d'un costume fait de la peau de 200 Grands Pingouins, dont les têtes étaient restées attachées comme décoration. Presque la moitié des os de pingouins trouvés dans les tombes de ce site provenait de Grands Pingouins, ce qui laisse penser qu'il avait une signification symbolique particulière pour ce peuple. Les anciens Béothuks de Terre-Neuve confectionnaient une sorte de pudding avec les œufs de l'espèce. Les esquimaux Dorset chassaient également le Grand Pingouin, tandis que les Saqqaqs du Groenland l'ont presque exterminé sur leur secteur.
Plus tard, les marins européens utilisaient les pingouins comme repères, leur présence signalant que les Grands Bancs étaient proches.

### Extinction

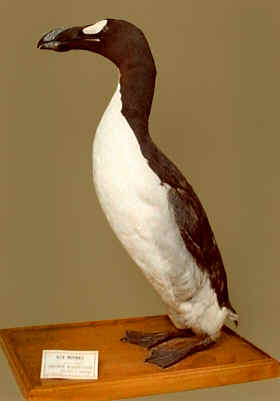
Grand Pingouin empaillé, Muséum des sciences naturelles de Belgique (KBIN), Belgique.

On estime que cette espèce comptait des millions de représentants à son apogée, bien que certains scientifiques contestent cette estimation. Le Grand Pingouin a été exterminé à grande échelle comme source de nourriture, mais également pour ses œufs et son duvet, depuis au moins le VIIIe siècle. Avant cela, la chasse réalisée par les tribus locales existait en Scandinavie et à l'est de l'Amérique du Nord, et ce depuis l'âge de la pierre, ainsi que dans le Labrador au Ve siècle où l'oiseau s'est momentanément installé. Les premiers explorateurs, dont Jacques Cartier, et les nombreux bateaux venus chercher de l'or sur l'île de Baffin, n'avaient pas la nourriture nécessaire pour faire le voyage retour et utilisèrent allégrement le Grand Pingouin pour reconstituer leurs stocks de nourriture, mais également comme appât pour la pêche. Certains navires ont jeté l'ancre à proximité de colonies de pingouins, et les marins ont alors rassemblé des centaines de pingouins sur les navires avant de les abattre. Les œufs de Grands Pingouins pouvaient également être consommés ; ils faisaient trois fois la taille de ceux des guillemots et avaient une large proportion de jaune. Ces marins ont également introduit les rats sur ces îles.

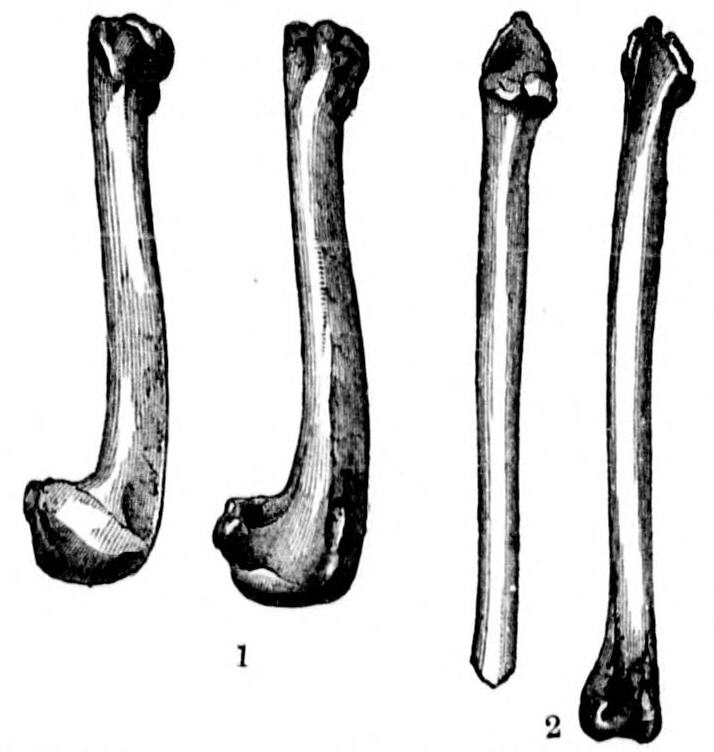
Os de Grand Pingouin découverts par des archéologues dans une ancienne cuisine dans le Caithness.

La population de Grands Pingouins a également décru pendant le petit âge glaciaire, les oiseaux étant plus exposés à la prédation par les ours polaires, mais c'est surtout la chasse pour leurs plumes, alors utilisées pour confectionner des chapeaux, puis pour leur duvet, qui cause une forte diminution des effectifs. Au milieu du XVIe siècle, les colonies qui nichaient sur les rives européennes de l'Atlantique sont presque intégralement éradiquées par les chasseurs, qui revendaient le duvet pour faire des oreillers, et au début du XVIIIe siècle, les Grands Pingouins ne nichaient plus que sur quelques grandes îles, toutes d'accostage difficile. En 1553, le Grand Pingouin reçoit sa première protection officielle, et en 1794, la Grande-Bretagne interdit de tuer cet animal pour ses plumes. À Saint-Jean de Terre-Neuve, des individus ayant violé une loi de 1775 interdisant la chasse du Grand Pingouin pour ses plumes ou ses œufs ont été flagellés en public, alors qu'il était toujours permis d'utiliser l'animal comme appât. Du côté nord-américain, les plumes d'eider lui étaient préférées, mais une fois ces oiseaux poussés presque à l'extinction dans les années 1770, les chasseurs se tournent vers les pingouins, qui constituaient également une source de nourriture, d'appâts et d'huile,,. Les spécimens de Grands Pingouins ainsi que leurs œufs deviennent ensuite très prisés des riches européens. Les ramasseurs d'œufs pouvaient se rendre très régulièrement dans les colonies pour en collecter un maximum, mettant encore plus en danger l'espèce. Toutefois, ils ramassaient de préférence les vides, laissant de côté ceux contenant un embryon.
C'est sur l'îlot de Stac an Armin, à Saint-Kilda, en juillet 1840, que l'on vit pour la dernière fois un Grand Pingouin dans les îles britanniques. Trois hommes de Saint-Kilda ont attrapé un oiseau, notant ses petites ailes et le grand point blanc sur sa tête. Ils l'attachèrent et le gardèrent en captivité pendant trois jours, avant qu'une importante tempête ne frappe l'île. Croyant que le pingouin était une sorcière qui avait causé cette tempête, ils le tuèrent en le frappant avec un bâton,.

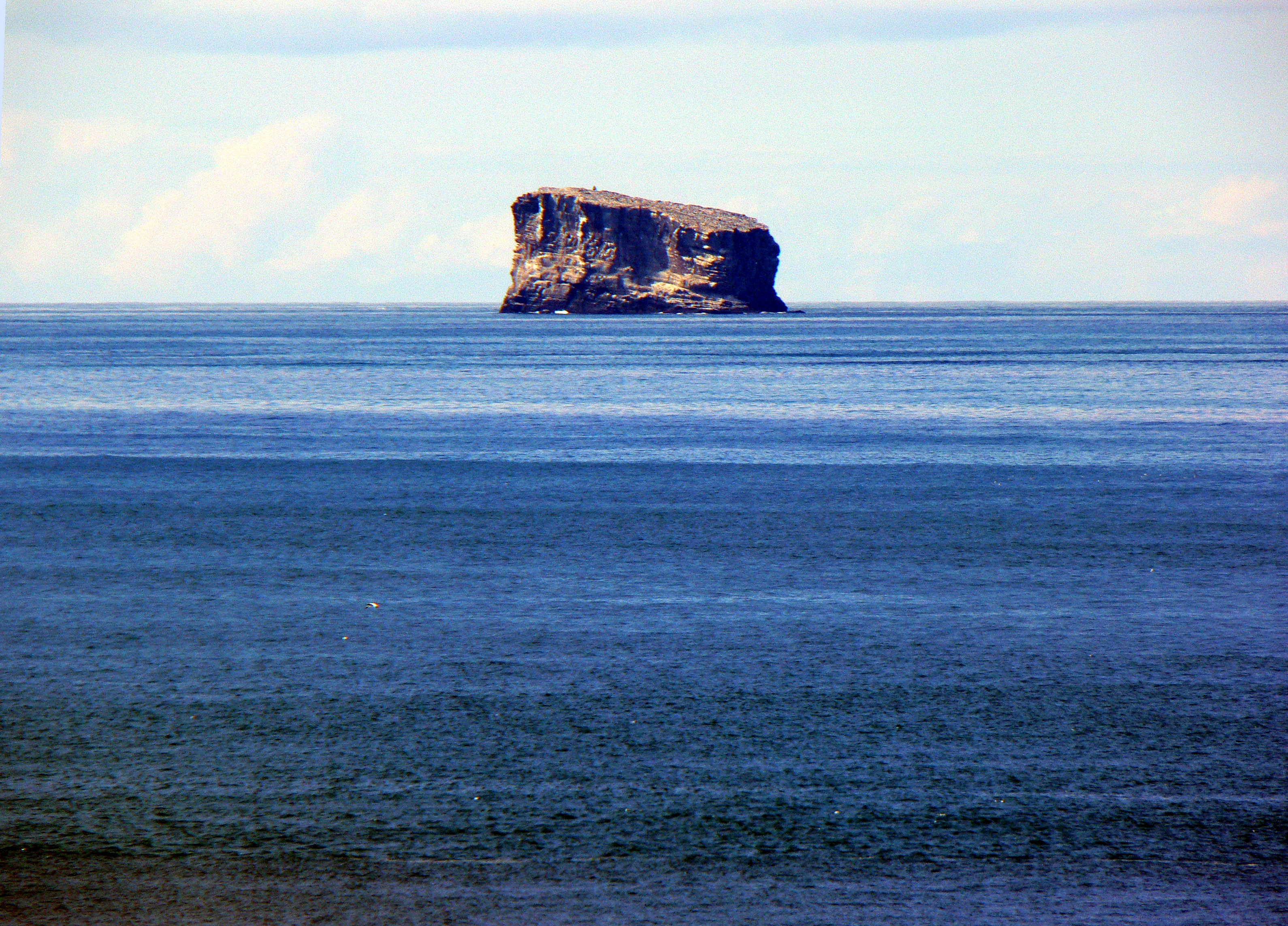
L'île d'Eldey, l'un des derniers refuges du Grand Pingouin.

À la fin du XVIIIe siècle, la vaste colonie de l'île Funk s'était éteinte du fait de l'Homme et le Grand Pingouin ne nichait plus que sur quelques îles au large de l'Islande. Sur l'une d'elles en particulier, l'espèce trouva pour un temps un asile. C'était une île baptisée Geirfuglasker (ce qu'on peut traduire par « île du Grand Pingouin »). Les oiseaux y étaient à l'abri parce que les principaux courants marins étaient si puissants et imprévisibles qu'il était presque impossible d'accoster. Geirfuglasker fut bientôt la seule île abritant l'espèce, mais l'explosion d'un volcan sous-marin durant l'hiver 1830 engloutit Geirfuglasker sous les vagues et elle disparut de la surface de l'océan. Quand les quelques Grands Pingouins survivants voulurent regagner leur rocher de nidification, ils ne le trouvèrent plus et furent forcés de choisir un autre site, optant pour l'île d'Eldey, un gros rocher qui présentait un inconvénient majeur : bien que difficile, l'accostage y était possible, ce qui rendait la colonie vulnérable. Lors du premier raid sur l'île, 24 oiseaux furent capturés. Environ un an plus tard, 13 autres furent pris. Chaque raid successif rapportait des prises en nombre décroissant, jusqu'à ce qu'en 1844, seuls deux individus (un mâle et une femelle) fussent tués. Ce dernier couple, qui était alors en train de couver un œuf, est tué par Jón Brandsson et Sigurður Ísleifsson tandis que Ketill Ketilsson écrasait l'œuf de sa botte. Une fois de retour sur la terre ferme, le chef de l'équipe prit le chemin de la capitale, Reykjavik, où il espérait vendre les oiseaux. Il semble qu'en route il rencontra, par hasard, un marchand intéressé par les Grands Pingouins, et les dépouilles des oiseaux furent vendues sur-le-champ. Curieusement, les peaux elles-mêmes disparurent et personne ne sait avec certitude ce qu'il en advint (il y a, cependant, de bonnes raisons de penser que ce sont les spécimens se trouvant actuellement à Los Angeles et Bruxelles), alors que les organes internes de ces deux oiseaux, conservés dans l'alcool, sont maintenant au muséum de zoologie de Copenhague.
Toutefois, un témoignage signalant un Grand Pingouin vivant observé au large des Grands Bancs en 1852 a par la suite été accepté par l'Union internationale pour la conservation de la nature, et bien d'autres témoignages suivent, plus ou moins crédibles. Parmi ceux-ci, on note notamment celui d'un Grand Pingouin qui aurait été observé par un naturaliste nommé Hansen au Groenland en 1868, un autre tué par des chasseurs au large des îles Féroé et qu'ils ont ensuite décrit comme ayant des dimensions similaires à celles du Grand Pingouin et présentant la tache blanche caractéristique au-dessus de chaque œil, et enfin un cas datant de 1929, quand deux ouvriers finlandais observent un oiseau qu'ils n'avaient jamais vu au large des îles Lofoten, et qu'ils ont identifié comme étant un Grand Pingouin d'après les illustrations d'un livre. Cependant, aucune preuve matérielle attestant de l'existence du Grand Pingouin n'existe après 1844. Aujourd'hui, on peut encore trouver 75 œufs de Grands Pingouins dans les collections de différents musées, ainsi que 24 squelettes complets et 81 peaux. Alors que des centaines d'os isolés ont été collectés depuis le XIXe siècle sur l'île Funk dans des amas coquilliers datant du Néolithique, seuls quelques squelettes complets existent. À la suite de l'extinction de l'espèce, le prix des œufs a fortement augmenté. Le moulage d'un œuf, réalisé à la fin du XIXe siècle et provenant de la collection Louis Castel, fut vendu le 16 avril 2013 à Drouot (vente Beaussant-Lefèvre, lot 174) pour la somme de 1 239 € frais compris.

### Le Grand Pingouin dans la culture

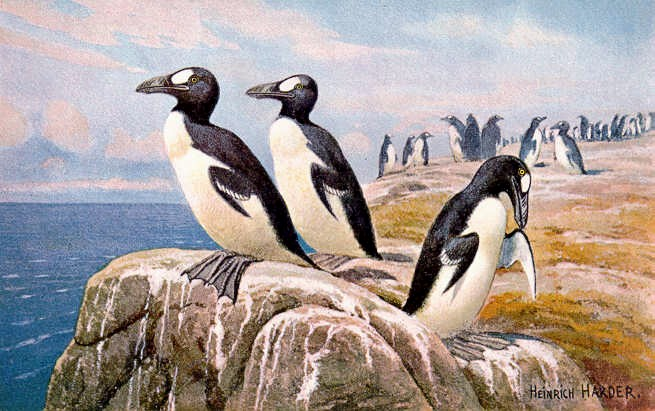
Représentation de Grands Pingouins sur des cartes illustrées réalisées par l'artiste allemand Heinrich Harder (1858-1935).

Les plus anciennes représentations connues du Grand Pingouin sont les peintures de trois spécimens dans la grotte Cosquer en Méditerranée. Ces peintures datent de la dernière glaciation, lorsque l'aire de répartition du Grand Pingouin englobait la mer Méditerranée.
Le Grand Pingouin est l'un des oiseaux disparus le plus souvent cité dans la littérature anglophone. Il apparaît dans plusieurs ouvrages destinés aux enfants, comme dans The Water-Babies, A Fairy Tale for a Land Baby de Charles Kingsley et Le mystère du golfe bleu d'Enid Blyton,. Ces deux livres relatent la disparition du Grand Pingouin : dans le premier, un Grand Pingouin narre la disparition de son espèce, et dans le second, le personnage principal cherche en vain une colonie perdue de cette espèce. Mais le Grand Pingouin apparaît dans bien d'autres œuvres de fictions à titre secondaire. Ainsi, dans le roman historique de Patrick O'Brian The Surgeon's Mate, un Grand Pingouin est capturé par le naturaliste imaginaire Stephen Maturin. Ce livre relate par ailleurs la capture d'une colonie entière de Grands Pingouins. Le Grand Pingouin est également le sujet du roman The Last Great Auk écrit par Allen Eckert, qui raconte comment le dernier Grand Pingouin vit petit à petit l'extinction de son espèce. L'oiseau apparait également dans Sea of Slaughter de Farley Mowat. C'est aussi le sujet d'un ballet, Still Life at the Penguin Cafe, et d'une chanson, A Dream too Far, dans le Rockford's Rock Opera.
Le Grand Pingouin est également évoqué dans d'autres langues, comme en français, dans L'Île des Pingouins, un roman satirique de 1908 d'Anatole France, prix Nobel de littérature, qui raconte l'histoire fictive d'une population de Grands Pingouins, parodie de l'Affaire Dreyfus. Le Grand Pingouin constitue également une des possessions de valeur de Baba le Turc dans l'opéra d'Igor Stravinsky, La Carrière du libertin.
Aussi bien le dodo que le Grand Pingouin symbolisent les espèces éteintes et les risques qui planent sur la biodiversité du fait des pratiques de l'homme. Dans ce cadre, le « Projet Rescousse » a vendu durant un temps limité des bières sur lesquelles apparaissaient un Grand Pingouin, au profit du fonds sur la faune en danger de la Fondation de la faune du Québec. C'est également la mascotte de l'Archmere Academy à Claymont, au Delaware, du Sir Sandford Fleming College en Ontario, et de la Choral Society de l'université d'Adélaïde (AUCS) en Australie,,. C'est aussi la mascotte des Knowledge Masters, compétition de culture générale. Le périodique américain de l'American Ornithologists' Union fut appelé The Auk en l'honneur de cet oiseau, nom qu'il conserva jusqu'en 2021. Selon les mémoires rédigées par Homer Hickam, Rocket Boys, et son film, Ciel d'octobre, les premiers missiles qu'il a fabriqué avec ses copains avait été baptisés Auk. Même une entreprise fabriquant des cigarettes, la British Great Auk Cigarettes, porte le nom de cet oiseau. Walton Ford, le peintre américain, a représenté deux fois cet animal : The Witch of St. Kilda et Funk Island. Le peintre et écrivain anglais Errol Fuller a peint Last Stand pour illustrer sa monographie sur l'espèce. Le Grand Pingouin apparait également sur un timbre sorti à Cuba en 1974.
Dans le film d'animation en volume Les Pirates ! Bons à rien, mauvais en tout, des studios Aardman Animations, un grand pingouin apparait avec d'autres animaux menacés destinés à être mangés, mais qui sont tous sauvés à la fin[réf. souhaitée].

## Honneur
L'astéroïde (6790) Pingouin est nommé en son honneur.

### Articles de presse
- Le grand pingouin : hommage à un exterminé, L'Oiseau magazine, no 62 - Printemps 2001.
- Avis de disparition, Le Canard enchaîné, mercredi 26 mars 2008.
- Le grand pingouin, grand disparu français, Le courrier de la Nature, no 238 - mars-avril 2008, p. 28 à 32.
- Le grand pingouin, L'Oiseau magazine, no 98 - Printemps 2010, p. 94.